# Joachim Andersen (muzikant)

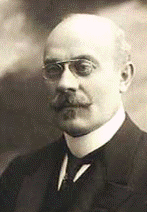
Joachim Andersen

Carl Joachim Andersen (Kopenhagen, 29 april 1847 - Bagsværd bij Kopenhagen, 7 mei 1909) was een Deens fluitist, dirigent en componist. Zowel als virtuoos op zijn instrument en als componist van fluitmuziek wordt hij beschouwd als een van de besten van zijn tijd. Hij was een strenge dirigent en docent en was veeleisend voor zijn orkesten, waardoor hij een hoog niveau kon bereiken. Andersen heeft vooral bekendheid gehouden door de vele etudes die hij voor de fluit heeft geschreven.

## Leven
Andersen was de zoon van de fluitist Christian Joachim Andersen (geboren in 1816). Net zoals zijn jongere broer Vigo (1852-1895, ook fluitist) kreeg hij les van zijn vader. Al als kind speelde hij met succes in een Deens theater met de naam Casino, begeleid door de jonge harpist Frantz Pønitz. Vanaf zijn 13 jaar tot het jaar 1868 was hij de eerste fluitist in het orkest van Kopenhagen onder leiding van Niels Gade.
In 1869 kwam hij in dienst van het Koninklijke Deense Hofkapel als fluitist. Hij nam er ontslag na een verlofjaar in 1878. Andersen zocht naar meer uitdaging en ging naar het buitenland. zijn eerste reisdoel was Sint-Petersburg (1878-1880) waar hij in dienst kwam van het Sint-Petersburg Philharmonisch Orkest. Daarna, in 1881, ging hij naar Berlijn, waar hij ging spelen als solofluitist in het orkest van Bilse. Toen dit orkest overging in de Berliner Philharmoniker dat in 1882 werd opgericht was Andersen de eerste solofluitist van dit orkest. In Berlijn speelde hij ook bij de Koninklijke Duitse Opera.
Geleidelijk ging Andersen steeds meer dirigeren, zo dirigeerde hij het orkest 8 zomers lang in de twee dagelijkse concerten in Scheveningen.
In 1893 werd Andersen gedwongen om zijn baan op te geven als gevolg van een verlamming van zijn tong. Hij keerde toen terug naar Kopenhagen waar hij ging componeren en dirigeren. Hij leidde er onder andere de concerten in Tivoli. In 1897 richtte hij een orkestschool op. Als leider en dirigent van deze school verkreeg hij kort voor zijn dood de titel van professor. In 1905 werd hij door de Deense koning Christiaan IX van Denemarken tot ridder geslagen in de Orde van de Dannebrog.

## Composities
Andersen componeerde vrijwel alleen voor zijn eigen instrument, de fluit. Zijn 8 delen met fluitetudes op het hoogste niveau zijn zijn grootste succes. Ze worden nog steeds veel gebruikt.
Zijn oeuvre bestaat uit 67 opusnummers, merendeels voor fluit solo en fluit en piano, en enkele werken zonder opusnummer. Daarvan werd de Eremars voor kroonprins Christian X populair.

### Werken met opusnummer (incompleet)
- op. 2 - Hongaarse fantasie (Ungarsk fantasi)
- op. 3 - Concertstuk (Koncertstykke)
- op. 5 - Ballade et danse des Sylphes
- op. 7 - Impromptu
- op. 8 - Moto perpetuo
- op. 9 - Au Bord de la Mer
- op. 10 - Tarantella
- op. 15 - Etudes voor fluit
- op. 16 - Fantaisie Caractéristique
- op. 19 - Album-Blatt
- op. 21 - Etudes voor fluit
- op. 22 - La Resignation et Polonaise
- op. 24 - Six Morceaux de Salon, en deux Suites
- op. 26 - Variations Drolatiques
- op. 27 - Variations Elegiaques
- op. 28 - Deux Morceaux
- op. 30 - Etudes voor fluit
- op. 33 - Etudes voor fluit
- op. 35 - Wien Neerlands Bloed
- op. 37 - Etudes voor fluit
- op. 41 - Etudes voor fluit
- op. 44 - L'Hirondelle
- op. 45 - Operatranscripties
- op. 46 - Reunion (Wiedersehen)
- op. 47 - Solovortrag für junge Flötenspieler
- op. 48 - Allegro Militaire
- op. 49 - Duivelspolka (Pirun Polska)
- op. 50 - 6 Zweedse polka's (6 Svenske polsker)
- op. 51 - Quatre Morceaux de Salon
- op. 52 - Salonstücke Heft 1 + 2
- op. 53 - Canzone + Erinnerung
- op. 54 - Deuxiéme Impromptu
- op. 55 - Acht Vortragsstücke
- op. 56 - Fünf leichtere Stücke
- op. 57 - Trois Morceaux
- op. 58 - Capriccio
- op. 59 - Fantasies Nationales
- op. 60 - Etudes voor fluit
- op. 61 - Deuxiéme Morceaux de Concert
- op. 62 - Dix morceaux
- op. 63 - 24 Etudes Techniques
- op. 67 - Etudes voor fluit

### Werken zonder opusnummer
- Dansen
- Marsen
- Eremars voor koning Christian X (Kong Christian X honnørmarch)
- Sølvmyrter, voor piano
- Slaraffia-Polka-Mazurka, voor piano